# Chinaza Uche
Chinaza Uche es un actor de origen escocés radicado en los Estados Unidos. Es conocido por su papel regular en la serie Dickinson de Apple TV.

## Primeros años
Nacido en Edimburgo con ascendencia nigeriana, Uche asistió a la Escuela de Artes Tisch de la Universidad de Nueva York.

## Carrera
En 2018 apareció en el papel principal de Pius en la película Nigerian Prince, que tuvo su estreno mundial en el Festival de Cine de Tribeca en abril de 2018, y cerró el Africa International Film Festival en Lagos en noviembre de 2018.
Uche tiene muchos créditos Off-Broadway, incluyendo en el Manhattan Theatre Club, New York Theatre Workshop, Classic Stage Company y el National Black Theatre.
Uche apareció en un papel regular como Henry junto a Hailee Steinfeld en la serie de comedia de Apple TV+ Dickinson. También tuvo papeles en series de televisión como Fear the Walking Dead, Little America y The Blacklist. En octubre de 2021 se anunció que se uniría al proyecto de Zach Braff A Good Person junto a Florence Pugh y Morgan Freeman. En noviembre de 2021 se unió al elenco de la serie de suspenso Silo de Apple TV+ (originalmente con el título provisional Wool).

## Filmografía seleccionada
| Año       | Título                | Papel         | Notas        |
| --------- | --------------------- | ------------- | ------------ |
| 2012      | Blue Bloods           | Pete          | 1 episodio   |
| 2013      | Deception             | Calvin        | 1 episodio   |
| 2013      | Mother of George      | Frank         | Película     |
| 2013-2014 | Producing Juliet      | Aarons        | 4 episodios  |
| 2015      | Working On It         | Eddie         | 2 episodios  |
| 2018      | Nigerian Prince       | Pius          | Película     |
| 2019-2021 | Dickinson             | Henry         | 23 episodios |
| 2019      | The Blacklist         | Tom Hardekopf | 1 episodio   |
| 2020      | Little America        | Chioke        | 1 episodio   |
| 2021      | Fear the Walking Dead | Derek         | 1 episodio   |
| 2021      | The Devil Below       | Shawn         | Película     |
| 2023      | A Good Person         | Nathan        | Película     |
| 2023      | Silo                  | Paul Billings | 10 episodios |